# 다형 홍반
다형 홍반(多形紅斑, erythema multiforme, EM)은 병인이 알려져 있지 않은 피부병의 하나이다. 묘안창(貓眼瘡)이라는 표현도 사용된다.

## 증상
분류는 다음과 같다:
- EM minor(Erythema multiforme minor)
- EM major(Erythema multiforme major)
- SJS/TEN

## 병인
의심이 되는 수많은 병인학적 요인들이 다형 홍반을 유발하는 것으로 보고되고 있다.
- 감염
- 균류 (콕시디오이데스 이미티스)
- 기생충 (톡소포자충)
- 바이러스 (특히 단순포진)
- 약물 반응: 항생제, 항경련제, 아스피린, 알로푸리놀 등.
- 육체적 요인: 방사선 치료, 감기, 햇빛
- 기타: 콜라겐 질병, 맥관염, 비호즈킨성림프종, 백혈병, 다발성 골수종, 골수섬유증, 적혈구증가증

## 치료
다형 홍반은 자가치료 질환으로, 적극적 치료가 필요하지 않다. 당질 코르티코이드 치료가 적절한지는 불명확할 수 있는데 그 까닭은 이러한 과정이 문제를 해결할지 확신하기 어렵기 때문이다.

## 같이 보기
- 스티븐스-존슨 증후군